# Carl Johan Adam Roos
Carl Johan Adam Roos af Hjelmsäter, född 13 augusti 1822 i Vänersborg, död 21 augusti 1890 i Stockholm, var en svensk hovfunktionär.

## Biografi
Carl Johan Adam Roos af Hjelmsäter föddes 1822 i Vänersborg. Han var son till fältkamreren Carl Gustaf Roos och Johanna Christina WIkström. Roos blev 1842 student vid Uppsala universitet och avlade kameralexamen 1844. Han blev 1844 extra ordinarie kammarskrivare i kammarkollegium och i Statskontoret. Roos blev 17 september 1851 tjänstgörande kammarjunkare och 18 december 1854 härold vid Vasaorden. Han blev 1861 kammarherre vid hovet och i november 1861 kamrer vid bruksägarnas hypotekskassa. Roos utnämndes 3 maj 1865 till riddare av Vasaorden. Han avled 1890 i Stockholm.